# Бруно Мартіні
Бруно́ Мартіні́ (фр. Bruno Martini, 25 січня 1962, Невер — 20 жовтня 2020) — французький футболіст, що грав на позиції воротаря.
Виступав, зокрема, за клуб «Осер», а також національну збірну Франції, у складі якої був учасником чемпіонатів Європи 1992 і 1996 років.

## Клубна кар'єра
Бруно Мартіні починав кар'єру футболіста в аматорських клубах «Невер» та «Бон». Першим професійним клубом в кар'єрі голкіпера став «Осер», куди футболіст перейшов в 1981 році. За «Осер» Мартіні грав протягом більшої частини своєї кар'єри з перервою в два роки, коли захищав кольори «Нансі». У складі «Осера» воротар став володарем кубка Франції у сезоні 1993/94 і покинув команду напередодні чемпіонського для клубу сезону 1995/96.
З 1995 року Мартіні виступав за «Монпельє». Дебютував у команді 19 липня 1995 року у матчі чемпіонату Франції проти «Страсбура», пропустивши 2 голи (від Жераля Батікля і Франка Созе). За «Монпельє» Мартіні грав чотири сезони, після чого завершив кар'єру гравця. Всього в Дивізіоні 1 воротар провів 492 матчі за 16 сезонів; це 22-й результат в історії чемпіонатів країни..

## Виступи за збірну
12 серпня 1987 року дебютував в офіційних іграх у складі національної збірної Франції в товариському матчі з ФРН.
Пік кар'єри воротаря у збірній припав на 1990—1992 роки, коли Мартіні зіграв за «триколірних» 23 матчі, в тому числі 9 — у вдалому відбірковому циклі до чемпіонату Європи 1992 року. В рамках фінального турніру Євро-1992 у Швеції голкіпер зіграв усі 3 матчі своєї команди.
Через чотири роки у складі збірної Мартіні знову був учасником чемпіонату Європи 1996 року в Англії, де був дублером Бернара Лама і за збірну вже більше ніколи не грав. В останній раз за збірну Мартіні виступав ще до турніру 29 травня 1996 року в товариському матчі проти збірної Фінляндії.
Протягом кар'єри у національній команді, яка тривала 10 років, провів у формі головної команди країни 31 матч і пропустив 28 голів.

## Тренерська кар'єра
По завершенні ігрової кар'єри в період між серпнем 1999 і 2010 роком працював тренером воротарів збірної Франції · . Він отримав DEPF (диплом професійного футбольного тренера) і сертифікат тренера воротарів.
В 2012 році став членом Національного технічного директорату французького футболу (фр. Direction technique nationale du football français). Після відходу зі свого поста в DTN, Бруно Мартіні інтегрувався в «Монпельє» у 2014 році (його майбутні обов'язки не розголошувалися).
27 грудня 2015 року разом з Паскалем Баїллом призначений в.о. головного тренера клубу «Монпельє». Після п'яти зустрічей і чотирьох поразок поспіль, коли клуб знаходився на вісімнадцятому місці в зоні вильоту, тандем був звільнений і новим тренером 26 січня 2016 року був призначений Фредерік Анц.

## Статистика
| Матчі Мартіні за збірну Франції | Матчі Мартіні за збірну Франції | Матчі Мартіні за збірну Франції | Матчі Мартіні за збірну Франції | Матчі Мартіні за збірну Франції | Матчі Мартіні за збірну Франції | Матчі Мартіні за збірну Франції |
| ------------------------------- | ------------------------------- | ------------------------------- | ------------------------------- | ------------------------------- | ------------------------------- | ------------------------------- |
| №                               | Дата                            | Опонент                         | Рахунок                         | Пропущено голів                 | Змагання                        |                                 |
| 1                               | 12 серпня 1987                  | ФРН                             | 1:2                             | 0                               | Товариський матч                |                                 |
| 2                               | 14 жовтня 1987                  | Норвегія                        | 1:1                             | 1                               | Відбірковий матч ЧЄ—1988        |                                 |
| 3                               | 27 січня 1988                   | Ізраїль                         | 1:1                             | 1                               | Товариський матч                |                                 |
| 4                               | 2 лютого 1988                   | Швейцарія                       | 2:1                             | 1                               | Товариський матч                |                                 |
| 5                               | 5 лютого 1988                   | Марокко                         | 2:1                             | 1                               | Товариський матч                |                                 |
| 6                               | 27 квітня 1988                  | Північна Ірландія               | 0:0                             | 0                               | Товариський матч                |                                 |
| 7                               | 24 січня 1990                   | НДР                             | 3:0                             | 0                               | Товариський матч                |                                 |
| 8                               | 28 лютого 1990                  | ФРН                             | 2:1                             | 1                               | Товариський матч                |                                 |
| 9                               | 28 березня 1990                 | Угорщина                        | 3:1                             | 1                               | Товариський матч                |                                 |
| 10                              | 15 серпня 1990                  | Польща                          | 0:0                             | 0                               | Товариський матч                |                                 |
| 11                              | 5 вересня 1990                  | Ісландія                        | 2:1                             | 1                               | Відбірковий матч ЧЄ—1992        |                                 |
| 12                              | 13 жовтня 1990                  | Чехословаччина                  | 2:1                             | 1                               | Відбірковий матч ЧЄ—1992        |                                 |
| 13                              | 17 листопада 1990               | Албанія                         | 1:0                             | 0                               | Відбірковий матч ЧЄ—1992        |                                 |
| 14                              | 20 лютого 1991                  | Іспанія                         | 3:1                             | 1                               | Відбірковий матч ЧЄ—1992        |                                 |
| 15                              | 30 березня 1991                 | Албанія                         | 5:0                             | 0                               | Відбірковий матч ЧЄ—1992        |                                 |
| 16                              | 14 серпня 1991                  | Польща                          | 5:1                             | 1                               | Товариський матч                |                                 |
| 17                              | 4 вересня 1991                  | Чехословаччина                  | 2:1                             | 1                               | Відбірковий матч ЧЄ—1992        |                                 |
| 18                              | 12 жовтня 1991                  | Іспанія                         | 2:1                             | 1                               | Відбірковий матч ЧЄ—1992        |                                 |
| 19                              | 20 листопада 1991               | Ісландія                        | 3:1                             | 1                               | Відбірковий матч ЧЄ—1992        |                                 |
| 20                              | 25 березня 1992                 | Бельгія                         | 3:3                             | 3                               | Товариський матч                |                                 |
| 21                              | 27 травня 1992                  | Швейцарія                       | 1:2                             | 2                               | Товариський матч                |                                 |
| 22                              | 5 червня 1992                   | Нідерланди                      | 1:1                             | 1                               | Товариський матч                |                                 |
| 23                              | 10 червня 1992                  | Швеція                          | 1:1                             | 1                               | ЧЄ—1992                         |                                 |
| 24                              | 14 червня 1992                  | Англія                          | 0:0                             | 0                               | ЧЄ—1992                         |                                 |
| 25                              | 17 червня 1992                  | Данія                           | 1:2                             | 2                               | ЧЄ—1992                         |                                 |
| 26                              | 26 серпня 1992                  | Бразилія                        | 0:2                             | 2                               | Товариський матч                |                                 |
| 27                              | 9 вересня 1992                  | Болгарія                        | 0:2                             | 2                               | Відбірковий матч ЧС—1994        |                                 |
| 28                              | 14 жовтня 1992                  | Австрія                         | 2:0                             | 0                               | Відбірковий матч ЧС—1994        |                                 |
| 29                              | 14 листопада 1992               | Фінляндія                       | 2:1                             | 1                               | Відбірковий матч ЧС—1994        |                                 |
| 30                              | 28 липня 1993                   | Росія                           | 3:1                             | 1                               | Товариський матч                |                                 |
| 31                              | 29 травня 1996                  | Фінляндія                       | 2:0                             | 0                               | Товариський матч                |                                 |

## Титули і досягнення
- Володар Кубка Франції (1):

«Осер»: 1993–94
- Чемпіон Європи (U-21): 1988